# The Fencer
The Fencer (en finés: Miekkailija, en estonio: Vehkleja)   es una película de drama histórico coproducida internacionalmente de 2015 adaptada de la historia de vida de Endel Nelis, un consumado esgrimista y entrenador estonio. Fue dirigida por Klaus Härö y escrita por Anna Heinämaa. El rodaje comenzó en Estonia a finales de febrero de 2014.
La película fue seleccionada como la entrada finlandesa a la Mejor Película en Lengua Extranjera en la 88.ª edición de los Premios Óscar, llegando a la lista de finalistas de diciembre de nueve películas, pero no fue nominada. The Fencer también fue nominada al Globo de Oro en la categoría de Mejor Película en Lengua Extranjera como coproducción entre Finlandia, Alemania y Estonia.
The Fencer fue estrenado en los Estados Unidos por CFI Releasing en 2017.

## Argumento
Las pantallas introductorias establecen el trasfondo de la película: durante la Segunda Guerra Mundial, Estonia fue ocupada por la Alemania nazi, que reclutó a la mayoría de los hombres en el ejército alemán, y luego fue ocupada por la Unión Soviética, que consideró criminales a los soldados del ejército alemán. Después de la guerra, los soviéticos incorporaron Estonia a la URSS.
Un joven, Endel Nelis, llega a Haapsalu, República Socialista Soviética de Estonia (entonces parte de la Unión Soviética) a principios de la década de 1950, después de haber dejado Leningrado para escapar de la policía secreta . Encuentra trabajo como profesor y funda un club deportivo para sus alumnos, donde empieza a enseñarles su gran pasión: la esgrima. Desaprobando, el director de la escuela comienza a investigar los antecedentes de Endel. Mientras tanto, el amigo (y entrenador) de Endel, Aleksei, le advierte que no regrese a Leningrado bajo ninguna circunstancia.
La esgrima se convierte en una forma de autoexpresión para los niños, y Endel se convierte en un modelo a seguir y una figura paterna. Aprende a amar a los niños, muchos de los cuales han quedado huérfanos. Cuando los niños quieren participar en un torneo nacional de esgrima en Leningrado, Endel debe tomar una decisión; arriesgarlo todo para llevar a los niños a Leningrado o anteponer su seguridad y decepcionarlos.

## Reparto
- Märt Avandi como Endel Nelis
- Úrsula Ratasepp como Kadri
- Hendrik Toompere Jr. como Director de la escuela
- Liisa Koppel como Marta
- Joonas Koff como Jaan
- Lembit Ulfsak como El abuelo de Jaan
- Piret Kalda como La madre de Jaan
- Egert Kadastu como Toomas
- Ann-Lisett Rebane como Lea
- Elba Reiter como Tiiu
- Jaak Prints como Asistente del director
- Kirill Karo como Aleksei
- Leida Rammo como Guardia en un dormitorio
- Paso Raimo como Oficial
- Erkki Tikan como Oficial
- Maria Avdjuško como Funcionaria en Leningrado
- Alina Karmazina como Entrenadora de Armenia

## Respuesta crítica
En el sitio web de agregador de reseñas Rotten Tomatoes, la película tiene un índice de aprobación del 85% según 52 reseñas y una puntuación media de 7/10. El consenso crítico del sitio dice:  El arco inspirador de la mayoría de edad de The Fencer recibe un peso adicional a través de una dirección sensible, actuaciones impactantes y una historia conmovedora basada en hechos". En Metacritic, la película tiene una puntuación de 60 sobre 100, basada en 13 críticos, lo que indica "críticas mixtas o promedio".